# Jean-Bosco Ntep
Jean-Bosco Ntep (* 3. April 1951 in Hikoamaen) ist Bischof von Edéa. 

## Leben
Jean-Bosco Ntep empfing am 25. März 1979 die Priesterweihe. Papst Johannes Paul II. ernannte ihn am 22. März 1993 zum Bischof von Eséka.
Die Bischofsweihe spendete ihm der Erzbischof von Douala, Christian Wiyghan Kardinal Tumi, am 4. Juli desselben Jahres; Mitkonsekratoren waren Santos Abril y Castelló, Apostolischer Pro-Nuntius in Gabun, Kamerun und Äquatorialguinea, und André Wouking, Bischof von Bafoussam.
Am 15. Oktober 2004 wurde er zum Bischof von Edéa ernannt und am 4. Dezember  desselben Jahres in das Amt eingeführt.